# Piroxicam
Piroxicam este un antiinflamator non-steroidian utilizat în tratarea durerilor provocate de artrită.

## Mod de acțiune
Antiinflamator nesteroidian, analgezic, antipiretic; este un antireumatic eficace cu efect durabil (este suficientă o singură doză/zi); efectele sunt atribuite inhibării ciclooxigenazei și diminuării chimiotaxiei leucocitare. Poate fi utilizat în combinație cu sărurile de aur, corticosteroizi și alte antiacide. Se elimină în formă neschimbată și ca metabolți în urină și fecale.

## Indicații
Poliartrită reumatoidă, osteoartrită, spondilită anchilopoietică, afecțiuni musculo-scheletice acute, criza de gută.

## Reacții adverse
Uneori iritație a mucoasei digestive - stomatită, anorexie, greață, neplăcere epigastrică, dureri abdominale, rareori ulcerații și sângerări gastrointestinale (mai ales pentru tratament prelungit cu doze mari); rareori flatulență și constipație, edeme maleolare (retenție hidrosalină), tulburări neuro-psihice (amețeli, cefalee, vertije, parestezii, somnolență sau insomnie, nervozitate, depresie, confuzie), tulburări vizuale, prurit și erupții cutanate creșterea creatininemiei și afectarea rinichiului, creșterea transaminazelor; trombocitopenie, leucopenie și eozinofilie, purpură vasculară, epistaxis; supozitoarele pot provoca iritație locală.

## Contraindicații
- Ulcer gastroduodenal activ sau ulcer recurent în antecedente, alergie la piroxicam, intoleranță la piroxicam, acid acetilsalicilic și alte antiinflamatorii nesteroidiene.
- prudență în timpul sarcinii, nu se administrează în ultimul trimestru și în perioada de alăptare, nu se recomandă la copii, prudență la bătrâni; prudență la bolnavii cu insuficiență cardiacă, ciroză hepatică, boli renale.
- Supozitoarele nu trebuie folosite în prezența leziunilor inflamatorii sau sângerărilor ano-rectale. Piroxicamul nu se asociază cu acid acetilsalicilic (scade nivelul plasmatic al piroxicamului, mărește riscul reacțiilor adverse); prudență când se administrează în timpul tratamentului cu anticoagulante cumarinice (crește riscul de hemoragii) și cu litiul (mărește litemia, risc toxic sporit).

## Mod de administrare
Oral sau rectal, în bolile reumatice obișnuit 1 comprimat sau un supozitor a 20 mg zilnic; în afecțiunile musculo-scheletice acute 40 mg/zi primele 2 zile, apoi 20 mg/zi 1-2 săptămâni; în criza de gută 40 mg/zi 5-7 zile. Unguentul se aplică local, pe piele, cu masaj ușor, de 1-2 ori/zi.